# Xerosaprinus coerulescens
Xerosaprinus coerulescens är en skalbaggsart som först beskrevs av J. L. Leconte 1851.  Xerosaprinus coerulescens ingår i släktet Xerosaprinus och familjen stumpbaggar. Inga underarter finns listade i Catalogue of Life.